# Élections législatives ålandaises de 2003
Les élections législatives ålandaises de 2003 se sont déroulées le 19 octobre 2003. Elles ont permis le renouvellement des 30 sièges du Lagting, le parlement régional.

## Résultats
| Parti                           | Parti                           | Voix   | Voix | %    | %    | Députés | Députés |
| ------------------------------- | ------------------------------- | ------ | ---- | ---- | ---- | ------- | ------- |
|                                 | Centre ålandais                 | 2 980  | -312 | 24,1 | -3,2 | 7       | -2      |
|                                 | Libéraux pour Åland             | 2 970  | -493 | 24,1 | -4,7 | 7       | -2      |
|                                 | Sociaux-démocrates d'Åland      | 2 340  | +913 | 19,0 | +7,1 | 6       | +3      |
|                                 | Coopération libérale            | 1 677  | –73  | 13,6 | –0,9 | 4       | ±0      |
|                                 | Coalition des indépendants      | 1 163  | –374 | 9,4  | –3,3 | 3       | –1      |
|                                 | Futur d'Åland                   | 800    | +800 | 6,5  | +6,5 | 2       | +2      |
|                                 | Ålands Framstegsgrupp           | 416    | –164 | 3,4  | –1,4 | 1       | ±0      |
| Total (67,6 % de participation) | Total (67,6 % de participation) | 12 346 |      | 100  |      | 30      |         |